# CJOH-DT
CJOH-DT（チャンネル13）は、カナダ・オンタリオ州オタワにあるテレビ局で、 CTVテレビジョンネットワークの一部である。同ネットワークの親会社であるベル・メディアと、ペンブルックのライセンスを受けたCTV 2アウトレットのCHRO-TV（チャンネル5）が直営している。両方の局は、オタワのダウンタウンのバイワード・マーケットのジョージ・ストリートにあるマーケット・メディア・モールビルにあるベルのオタワラジオプロパティとスタジオを共有している一方、CJOH-DTの送信所は、ガティノーの北、ケベック州チェルシーのキャンプ・フォーチュンにあるライアン・タワーにある。

## 歴史
アーニー・ブッシュネルによって設立されたCJOHは、1961年3月12日に開局された。当初、スタジオ施設はベイズウォーター・アベニュー29番地（北緯45度24分24秒 西経75度43分13秒 / 北緯45.4067度 西経75.7204度）にあったが、同年9月まで数週間かけてメリベール・ロード1500番地にある200万ドル（CA$）の複合施設に移行した。
1963年に、オンタリオ州コーンウォールの元CBC系列局のCJSS-TVを再放送局として買収し、CJSSはカナダで最初に業務を停止したテレビ局となった。デセロントのチャンネル6送信所は1972年に稼働し、キングストンとベルビルの市場にサービスを提供した。スタンダード・ブロードキャスティングは1975年から1987年まで所有しており、同年、CRTCの決定によりバトン・ブロードキャスティングがオタワに新しい独立局を立ち上げることが承認された後、スタンダードはCJOHをバトンに売却することで新たな競争の可能性に対応し、バトンは新しい独立ライセンスを放棄した。バトンは、前年にCTVネットワークの支配権を獲得した後、1998年にCTV株式会社（CTV Inc.）に改名された。CTVは、今度はベル・カナダに買収され、2001年にベル・グローブメディア（現：ベル・メディア）に統合された。
1995年8月1日、長年のスポーツアンカーであるブライアン・スミスは、CJOHが彼の頭の中でメッセージを放送していると主張し、メディアパーソナリティを脅迫した歴史を持つ解放された精神病患者のジェフリー・アレンバーグによって局内の駐車場で撃たれた。スミスは翌日病院で死亡した。この事件は、カナダ政府の銃規制法の強化を求めるカナダ全土の新たな呼びかけにつながり、コミュニティの治療命令と新しい基準を導入したメンタルヘルス法とヘルスケア同意法の改正により、地域での治療命令と、精神科施設への非自発的な関与に関する新しい基準が導入されたブライアン法（オンタリオ州法案68号）の原動力となった。アレン・バーグは、2006年にペネタンギシェネの精神病院から釈放され、その後、2008年にアメリカの国境警備隊を襲撃したとして2年間投獄された。
1996年8月28日、オンタリオ州ペンブロークのUHFチャンネル47に新しいアナログ送信所を追加して、CJOH-TVの番組を再放送するCRTCの承認をBBSオンタリオ株式会社（BBS Ontario Incorporated）が受けた。CHRO-TVは同日、CTVテレビジョンネットワークから脱退することも承認された。
ニュースルームは、2010年2月7日の早朝に4つの警報器の火災によって破壊され、機器とニュースアーカイブが破壊された。建物自体は、2011年12月末までに取り壊されるまで無傷のままだった。旧姉妹局のCKQB-FMが入居していた隣接する社屋は、火災による被害はなかった。
CJOHのニュース運用は、CTVのバイワード・マーケットビルに恒久的に移転された。これは、2009年3月に姉妹局のCHRO-TVの『A News』が打ち切られて以来、バイワード・マーケットスタジオが夕方のニュース番組を持つのは初めてのことである。

## 番組

### レギュラーローカル番組
ネットワーク番組『ユア・モーニング』（前身の『カナダAM』を含む）と『クエスチョン・ピリオド』を除いて、これらの番組はどれも高解像度で利用できない。
- 『リージョナル・コンタクト（Regional Contact）』は、1988年からジョエル・ハスラム（Joel Haslam）が、1998年から2012年まではキャシー・ドノヴァン（Kathie Donovan）が出演し、標準的なニュース放送に加えてCJOHで2番目に最後のローカル番組だった。この番組は、以前は土曜日18:30に放送されていた毎週の番組だったが、2011年9月から同時に日曜日に移動された。2007年以降に制作されたエピソードは、CJOHのウェブサイトでストリーミングメディアとして利用できる。ドノヴァンをフィーチャーした最後の放送は2012年5月13日に放映された。CJOHはそれ以来、毎週の番組としての『リージョナル・コンタクト』を打ち切ったが、18:00のニュース番組の間、毎週のコーナーとしてCJOHに残っている[10]。
- 『クエスチョン・ピリオド（英語版）』は、1967年からオタワで制作されているカナダの政治に関する全国番組である。これは、『リージョナル・コンタクト』の廃止以来、CJOHでのニュース以外の最後のローカル番組である[11]。

### 過去のローカル番組
- バン・バン・ユーアー・アライブ（Bang Bang You're Alive）
- コンパス（Compass）
- ビュー（Vue、ピーター・ジェニングスがデビューした場所）
- プラットフォーム（Platform）
- 親愛なるシャーロット（Dear Charlotte）
- ヤンと中華鍋（Wok with Yan、CBCテレビジョン制作）
- ウェイン・ロスタッド・ショー（Wayne Rostad Show）
- カントリー・ウェイ（Country Way）
- セレブリティ・クックス - ブルーノ・ゲルッシ（英語版）が務める（Celebrity Cooks、CBCテレビジョン制作、後にグローバルに移動）
- 収集の喜び（Joys of Collecting）
- チチムスおじさん（英語版）（1950年代にCBCテレビジョン用に開始され、1960年代にCJOHに移動）
- サタデー・デート（Saturday Date、1961年 - 1969年） - 10代の若者を対象とした音楽とダンスの番組で、カナダの音楽チャートのトップソングだけでなく、地元での公演も行われた。ピーター・ジェニングスは、1962年にジョン・ポーザーに交代するまで、この番組のホストだった。ディック・マロニーは、1964年にポーザーに取って代わった。1969年に終了したが、ポーザーとマロニーは1991年3月13日に『サタデー・デート』の再会のために戻ってきた。
- ミス・ヘレン（Miss Helen、1960年代） - 未就学児向けのバイリンガル番組。アクターの1つとして「ウーグリー・ウーグリー（Oogly Woogly）」ワームを使用した。この形式は、後にその後継の『マリー＝ソレイユ』で使用される。
- ストレンジ・パラダイス（英語版）（1969年 - 1970年; CBCテレビジョン制作)
- ギャロッピング・グルメ・ウィズ・グラハム・カー（1969年 - 1971年; CBCテレビジョン制作）
- クレスキン（英語版）の不思議な世界（The Wonderful World of Kreskin、1970年代）
- ミスター・ウィザード（英語版）（1971年 - 1972年; CBCテレビジョン制作）
- ファミリー・ブラウン（英語版）・カントリー（Family Brown Country、1972年 - 1985年）
- モーニング・マガジン（Morning Magazine、1972年 - 1987年; 『カナダAM』に置き換えられた） - ビル・ラクストン（英語版）とマーガレット・トルドー（英語版）を含む様々な共同ホスト
- マリー=ソレイユ（英語版）（1980年代） - 番組ホストのスザンヌ・ピネル（英語版）はCHEO（英語版）テレソンのために毎年再登場する。
- ホームグロウン・カフェ（英語版）（1980年代 - 1998年） - 2020年に引退するまでCJOHの平日18:00のニュースの気象予報士を務めていたJ・J・クラークがホストを務めたタレント番組だった[要出典]。
- テック・ナウ（Tech Now、2001年 - 2011年） - ポール・ブレントがホストを務める地元のテクノロジージャーナリズム（英語版）ニュース番組。日曜日18:30から18:55頃まで放送され、最終回は2011年7月3日に放送された[12]。ブレントが引退した後、番組の制作は打ち切られ、新しいエピソードやホストはなかったが、番組が終了された後、古いエピソードの再放送が短時間行われた。最終的に、『テック・ナウ』はCJOHでの放送を終了し、以前は同じ時間帯に土曜日に放送されていた『リージョナル・コンタクト』に置き換えられた。
- ウィリーおじさんとフロイド（Uncle Willy & Floyd、1966年 - 1988年） - ビル・ラクストン（英語版）とレス・ライ（英語版）が務める子供向けコメディ[13]
- テレビでそんなことできない（英語版）（1979年 - 1990年） -レス・ライ（英語版）とクリスティーン・マクグレード（英語版）が務める。ニコロデオンに取り上げられる前の最初の2シーズンにコンテストとライブコーナーを含む地元向けの番組であった子供向けのスケッチコメディ番組。1979年秋に、CTVでプライムタイムに全国的に放映された短命のスピンオフ、『Whatever Turns You On』が放映された。
- サムシング・エルス（Something Else、1982年） - 10代向けのコンテスト・バラエティ番組で、クリスティーン・マクグレード（英語版）がホストを務め、『テレビでそんなことできない』のキャストが出演

## ニュース運用
現在、毎週20時間半の地元で制作されたニュース番組を放送している（平日は3時間半、土日は1時間半）。ローカルの朝のニュース番組（代わりに姉妹局のCHROで放映される）の代わりに、CJOHは、CTVの半全国の朝の番組『ユア・モーニング』（以前は『カナダAM』）の放送中に、ローカルニュースのヘッドラインをニュースティッカーに表示する。
ローカルニュース番組（「CTVニュース」という名前で）は、平日正午、18:00、23:30に放送される。ニュース放送は、1970年代から1998年までは『Midday Newsline（ミッデイ・ニュースライン）』『Newsline（ニュースライン）』『Nightline（ナイトライン）』（時間帯による）、1998年から2005年までは『CJOH News（CJOHニュース）』と呼ばれていた（1982年、18:00のニュース『Newsline』は、短期間、カナダで最初の90分間の地元の夕食時間のニュース放送になった）。2011年12月10日から2012年秋まで、正午と18:00放送は1時間放送されたが、日曜日の夕方18:00の放送は30分番組のままだった。2012年4月以降、CJOHの18:00のニュースのオーディオフィードは、姉妹ラジオ局のCFRAで同時放送されている。日曜日の18:00のニュースは、2012年秋に1時間に拡大された。2014年7月7日、高精細ニュース制作への移行に伴い、新しいスタジオを発表した。2017年8月28日、同年6月に発表された拡大されたローカルニュース放送の一部である『CTV News at 5』というタイトルのローカルニュースコンテンツの新しい時間を開始した。

### 注目の現役スタッフ
- グラハム・リチャードソン（英語版） - 平日アンカー

### 著名な元放送スタッフ
- アリサ・コックス（英語版） - リポーター（現：『ビッグ・ブラザー・カナダ（英語版）』ホスト）
- ハリー・エルトン - アンカー (1960年代) (故人)
- ピーター・ジェニングス - アンカー（後にABCニュースに所属; 故人）
- マックス・キーピング（英語版） - 18:00のアンカー（故人）
- ビル・ラクストン（英語版） - 1961年から1988年まで『モーニング・マガジン』と様々な広報番組のホストを務めた（故人）
- キャロル・アン・ミーハン（英語版） - 平日アンカー（2015年11月解雇）
- マーティン・シームンガル（英語版） - リポーター
- ブライアン・スミス（英語版） - スポーツアンカー（故人）
- キャロライン・ワルド - スポーツアンカー; 週末（2015年11月解雇）

## 技術情報

### サブチャンネル
| チャンネル | 解像度 | アスペクト比 | ショートネーム | 番組編成              |
| ---------- | ------ | ------------ | -------------- | --------------------- |
| 13.1       | 1080i  | 16:9         | CJOH           | メインCJOH-DT番組/CTV |

#### アナログからデジタルへの変換
2011年8月31日、CRTCが指定した強制市場のカナダのテレビ局がアナログ放送からデジタル放送に移行した時、CJOHはデジタル信号をVHFチャンネル13で運用するようにフラッシュカットした。局のニュース業務は高解像度機能へのアップグレードを完了し、最初のHDニュース放送は2014年7月7日に正午のニュースから開始された。

### スペクトルの再割り当て
CRTC/FCCスペクトル再割り当ての一環として、CJOH-DTは新しい周波数としてチャンネル7を割り当てられたが、代わりにチャンネル16（デセロントに行くべきだった）を新しい周波数として要求した。これは、2020年3月にCRTCの承認を得た。ベル・メディアは、同年7月3日頃にチャンネル16への移行を実施する予定で、オタワでの全てのVHFテレビ放送が終了した。

### 元再放送局
全国のCTV再放送局の長い一覧は、ケーブルテレビ事業者の有料放送搬送費に関するカナダ当局との政治的論争の一環で、2009年8月31日以前に閉鎖された。
2016年6月27日、メンテナンスコスト、ケーブルと衛星の高い視聴率、及び収益の発生がないため、ベル・メディアがCRTCに40台のテレビ送信所（全て他の局の再放送局）を停止する提案を提出したことが発表された。犠牲になる送信所の中には、CJOH-TVを再放送した最初の局（1963年以来）であった旧CJSS-TV 8 コーンウォールが含まれていた。
2019年7月30日、ベル・メディアは、放送決定CRTC 2019-268の一環として、CJOH-TV-6（デセロント）とCJOH-TV-47（ペンブルック）を閉鎖する許可を与えられた。CJOH-TV-47は2020年5月2日をもって、CJOH-TV-6は同年10月9日をもってサービスを終了した。 